# 109 Piscium
109 Piscium è una stella subgigante gialla situata a circa 106 anni luce dalla Terra nella costellazione dei Pesci. Ha una massa molto simile a quella del Sole ed un'elevata quantità di ferro (metallicità).
Nel 2000 fu scoperto un pianeta extrasolare in orbita attorno alla stella.

## Prospetto del sistema
Segue un prospetto con le principali caratteristiche del sistema.
| Pianeta | Tipo            | Massa    | Periodo orb.  | Sem. maggiore | Eccentricità    | Scoperta |
| ------- | --------------- | -------- | ------------- | ------------- | --------------- | -------- |
| b       | Gigante gassoso | >6,38 MJ | 1076,4 giorni | 2,16 UA       | 0,1023 ± 0,0096 | 2000     |

## 109 Piscium nella cultura di massa
Nel romanzo scritto da Diane Duane su Star Trek intitolato The Wounded Sky (pubblicato nel 1983) l'equipaggio della nave USS Enterprise (NCC-1701) fa esplodere intenzionalmente 109 Piscium come una supernova, effettuando una propulsione a curvatura in prossimità della stella, in modo da distruggere alcune navi dei Klingon.